# Chipewyan 201G
Chipewyan 201G är ett reservat i Kanada.   Det ligger i provinsen Alberta, i den centrala delen av landet, 2 800 km väster om huvudstaden Ottawa.
I omgivningarna runt Chipewyan 201G växer i huvudsak barrskog. Trakten runt Chipewyan 201G är nära nog obefolkad, med mindre än två invånare per kvadratkilometer.